# Xx (album)
Pour les articles homonymes, voir XX.
Albums de The xx
Coexist
(2012)
Singles
1. Crystalised
Sortie : 27 avril 2009 [1]
2. Basic Space
Sortie : 3 août 2009 [2]
3. Islands
Sortie : 26 octobre 2009
4. VCR
Sortie : 24 janvier 2010

xx est le premier album studio du groupe d'indie pop londonien The xx, sorti le 17 août 2009 sur le label Young Turks. L'album, auto-produit, a été enregistré dans les studios XL à Londres entre décembre 2008 et avril 2009.
Dès sa sortie, xx été acclamé par le milieu pop indé de musique et reçoit en 2010 le Mercury Prize. xx reste pendant quatre-vingt-sept semaines dans le UK Albums Chart, et a été certifié disque de platine par la British Phonographic Industry. En septembre 2011, les ventes de l'album au Royaume-Uni s'élèvent à 405 000 exemplaires.

## Réception
L'album a été acclamé par la plupart des critiques du milieu indépendant. Sur Metacritic, qui attribue une note normalisée sur 100, l'album a reçu une note moyenne de 87, sur la base de 25 commentaires. Les critiques musicaux remarquent des éléments empruntés au post-punk, à la pop indé et au RnB contemporain dans l'album,,,,.

### Distinctions
xx a souvent été cité dans les compilations des meilleurs albums de l'année 2009. La même année, il a été placé à la deuxième place dans le sondage du journal NME qui récompensent les meilleurs albums de l'année, et a remporté le Prix XFM New Music 2010. Le magazine FACT a nommé xx comme étant le meilleur album de l'année 2009 et le cinquante-troisième album de la décennie 2000-2009,. Il s'est classé quatrième sur la liste du Chicago Tribune des vingt meilleurs albums de 2009. Pitchfork a classé l'album comme étant le troisième meilleur album de 2009.
L'album a aussi remporté le Mercury Prize 2010, le prix annuel de musique récompensant le meilleur album du Royaume-Uni et de l'Irlande.

## Utilisation dans les médias
La chanson Intro a été utilisé lors de la retransmission des Jeux olympiques de 2010 sur la NBC, et à la retransmission des élections générales britanniques de 2010 sur Newsnight.  Il a également été échantillonnée par l'artiste Rihanna pour sa chanson Drunk On Love, extrait de son album sorti en 2011 Talk That Talk. On la retrouve aussi à la fin du film Projet X de Nima Nourizadeh. En outre, la série télévisée Person Of Interest conclut le 5e épisode de la saison 1 par la version étendue de 7 minutes de Intro.
C’est également le générique d’une émission radio : signe des temps sur France Culture.

## Liste des titres
Toutes les paroles sont écrites par Romy Madley Croft, Oliver Sim, toute la musique est composée par Romy Madley Croft, Oliver Sim, Jamie Smith et Baria Qureshi, sauf indication contraire.
| No  | Titre                | Paroles           | Musique                                         | Durée |
| --- | -------------------- | ----------------- | ----------------------------------------------- | ----- |
| 1.  | Intro                |                   |                                                 | 2:07  |
| 2.  | VCR                  |                   |                                                 | 2:57  |
| 3.  | Crystalised          |                   |                                                 | 3:21  |
| 4.  | Islands              |                   |                                                 | 2:40  |
| 5.  | Heart Skipped a Beat |                   |                                                 | 4:02  |
| 6.  | Fantasy              | Oliver Sim        |                                                 | 2:38  |
| 7.  | Shelter              | Romy Madley Croft | - Romy Madley Croft - Olivier Sim - Jamie Smith | 4:30  |
| 8.  | Basic Space          |                   |                                                 | 3:08  |
| 9.  | Infinity             |                   |                                                 | 5:13  |
| 10. | Night Time           |                   |                                                 | 3:36  |
| 11. | Stars                |                   |                                                 | 4:22  |

| 12. | Hot Like Fire (reprise de la chanson d'Aaliyah) | - Tim Mosley - Missy Elliott | 3:31 |

| 1. | Teardrops (reprise de la chanson de Womack & Womack)            | - Cecil Womack - Linda Womack | 3:51 |
| 2. | Do You Mind? (reprise de la chanson de Paleface featuring Kyla) | - Paleface - Kyla             | 3:36 |
| 3. | Hot Like Fire (reprise de la chanson d'Aaliyah)                 | - Tim Mosley - Missy Elliott  | 3:35 |
| 4. | Blood Red Moon                                                  |                               | 2:00 |
| 5. | Insects                                                         |                               | 2:30 |

## Personnel
Groupe
- The xx – Graphisme, photographie
- Romy Madley Croft – Chant, guitare
- Oliver Sim – Chant, basse
- Jamie Smith – Beats, MPC, producteur, mixage
- Baria Qureshi – Clavier, guitare

Autre
- Phil Lee – Direction artistique, design
- Rodaidh McDonald – Ingénieur du son, mixage
- Nilesh  Patel – Matriçage

## Classements et certifications

### Classements
| Classement                      | Position |
| ------------------------------- | -------- |
| Allemagne                       | 54       |
| Australie                       | 40       |
| Belgique (Flandres)             | 9        |
| Belgique (Wallonie)             | 41       |
| Danemark                        | 32       |
| Espagne                         | 73       |
| Europe                          | 12       |
| Finlande                        | 10       |
| France                          | 35       |
| France (téléchargement)         | 1        |
| Grèce                           | 41       |
| Irlande                         | 14       |
| Irlande (album indé)            | 1        |
| Nouvelle-Zélande                | 13       |
| Norvège                         | 23       |
| Pays-Bas                        | 29       |
| Suède                           | 39       |
| Suisse                          | 52       |
| Royaume-Uni                     | 3        |
| Royaume-Uni (album indé)        | 1        |
| États-Unis Billboard 200        | 92       |
| États-Unis (album de rock)      | 23       |
| États-Unis (album indé)         | 9        |
| États-Unis (Albums alternatifs) | 14       |

| Pays        | Certification     |
| ----------- | ----------------- |
| Belgique    | Disque d'or       |
| Royaume-Uni | Disque de platine |

| Classements (2010)  | Position |
| ------------------- | -------- |
| Belgique (Flandres) | 18       |
| Europe              | 71       |
| Royaume-Uni         | 36       |

## Autres apparitions
On peut entendre le titre Intro dans un épisode d'Alerte Cobra lorsque Ben est aveuglé ou fréquemment dans les reportages !